# Premier tour de la ligue mondiale de hockey sur gazon masculin 2016-2017
Navigation
2014-2015
Le premier tour de la Ligue mondiale de hockey sur gazon masculin 2016-2017 est la première étape de l'édition 2016-2017 de la Ligue mondiale de hockey sur gazon. Il a eu lieu de avril à octobre 2016.

## Équipes qualifiées
Trente-sept équipes au-delà de la vingtième place du classement mondial courant à l'heure de recherches d'entrées pour la compétition automatiquement qualifiées. Pourtant, le Bangladesh et Trinité-et-Tobago ont été choisis pour organiser le deuxième tour, par conséquent exempté de la première manche et laissant trente-cinq équipes qualifiées et huit pays hôtes.
| Événement          | Dates              | Lieu               | Qualifiés | Rang FIH                                                                                 |
| ------------------ | ------------------ | ------------------ | --- | ---------------------------------------------------------------------------------------- |
| Pays hôtes         | Pays hôtes         | Pays hôtes         | Tchéquie Écosse Mexique Singapour Ghana Turquie Fidji Pérou | 23 26 35 38 43 44 63 80                                                                  |
| Classement mondial | Classement mondial | Classement mondial | Chine Autriche Chili Ukraine États-Unis Suisse Oman Italie Pays de Galles Biélorussie Kenya Portugal Sri Lanka Uruguay Venezuela Slovaquie Hong Kong Barbade Nigeria Lituanie Chypre Guatemala Thaïlande Paraguay Papouasie-Nouvelle-Guinée Qatar Kazakhstan Namibie Vanuatu Birmanie Brunei Équateur Salomon Tonga Viêt Nam | 19 22 24 25 28 30 31 34 36 37 40 41 42 46 47 49 52 53 54 56 57 59 61 65 67 71 76 78 81 - |

## Singapour

### Arbitres
Voici les 12 arbitres nommés par la Fédération internationale de hockey sur gazon:
- Hari Silvarajoo
- Steve Rogers
- Rawi Anbananthan
- Mohd Ramli
- Hideki Kinoshita
- Tao Zhinan
- Roshan Hemantha
- Chor Ming Yeung
- Surachaet Visavateeranon
- Koblandin Sultanbek
- Zaur Zaurbekov
- Ye Kyaw Thu

### Phase de poules
Toutes les heures correspondent à l'heure normale de Singapour (UTC+8)

#### Poule A
| Rang | Équipe    | J | V | N | SO | P | BP | BC | Diff | Pts | Qualification                      |
| ---- | --------- | - | - | - | -- | - | -- | -- | ---- | --- | ---------------------------------- |
| 1    | Chine     | 4 | 4 | 0 | 0  | 0 | 49 | 1  | +48  | 12  | Demi-finales                       |
| 2    | Thaïlande | 4 | 3 | 0 | 0  | 1 | 23 | 14 | +9   | 9   | Demi-finales                       |
| 3    | Hong Kong | 4 | 2 | 0 | 0  | 2 | 14 | 21 | -7   | 6   | Cinquième et sixième place         |
| 4    | Brunei    | 4 | 1 | 0 | 0  | 3 | 3  | 22 | -19  | 3   | Septième et huitième place         |
| 5    | Viêt Nam  | 4 | 0 | 0 | 0  | 4 | 2  | 33 | -31  | 0   | Demi-finale pour la septième place |

Source: FIH
En cas d'égalité de points de plusieurs équipes à l'issue des matchs de poule, les critères suivants sont appliqués dans l'ordre indiqué pour établir leur classement:
1. Points,
2. Différence de buts,
3. Buts marqués,
4. Face à face.

| 9 avril 2016 | Thaïlande                                                                             | 7 - 0   | Brunei |                                          |                                          |
| 09h00        | Suphawong 2e · Thammueangkhun 38e, 41e, 62e · Manopab 51e · Srilit 58e · Boon-Art 68e | (1 - 0) |        | Arbitrage : Hari Silvarajoo Steve Rogers | Arbitrage : Hari Silvarajoo Steve Rogers |
| 09h00        | Rapport                                                                               |         |        | Arbitrage : Hari Silvarajoo Steve Rogers | Arbitrage : Hari Silvarajoo Steve Rogers |

|       | Hong Kong                                                              | 8 - 1   | Viêt Nam |                                                  |                                                  |
| 15h00 | Iu 4e, 35e, 43e · Tsang 23e, 58e · Tse 54e · Shepherdson 62e · Ali 70e | (3 - 0) | 70e Nhật | Arbitrage : Surachaet Visavateeranon Ye Kyaw Thu | Arbitrage : Surachaet Visavateeranon Ye Kyaw Thu |
| 15h00 | Rapport                                                                |         |          | Arbitrage : Surachaet Visavateeranon Ye Kyaw Thu | Arbitrage : Surachaet Visavateeranon Ye Kyaw Thu |

| 10 avril 2016 | Hong Kong              | 3 - 0   | Brunei |                                              |                                              |
| 15h00         | Iu 15e, 34e · Chan 52e | (2 - 0) |        | Arbitrage : Rawi Anbananthan Roshan Hemantha | Arbitrage : Rawi Anbananthan Roshan Hemantha |
| 15h00         | Rapport                |         |        | Arbitrage : Rawi Anbananthan Roshan Hemantha | Arbitrage : Rawi Anbananthan Roshan Hemantha |

|       | Chine                                                                              | 11 - 0  | Viêt Nam |                                            |                                            |
| 17h00 | Zhang 6e, 19e, 41e, 51e · Huang 9e, 11e, 32e, 63e · Cheng 54e · E 64e · Guo Z. 65e | (5 - 0) |          | Arbitrage : Chor Ming Yeung Zaur Zaurbekov | Arbitrage : Chor Ming Yeung Zaur Zaurbekov |
| 17h00 | Rapport                                                                            |         |          | Arbitrage : Chor Ming Yeung Zaur Zaurbekov | Arbitrage : Chor Ming Yeung Zaur Zaurbekov |

| 11 avril 2016 | Chine | 11 - 1  | Thaïlande    |                                     |                                     |
| 17h00         | Lin 2e, 6e · Huang 33e · Meng L. 44e · Guo H. 48e, 52e · Wang B. 50e · Zhang 61e · Meng D. 63e, 68e, 70e | (3 - 0) | 40e Boon-Art | Arbitrage : Steve Rogers Mohd Ramli | Arbitrage : Steve Rogers Mohd Ramli |
| 17h00         | Rapport                                                                                                  |         |              | Arbitrage : Steve Rogers Mohd Ramli | Arbitrage : Steve Rogers Mohd Ramli |

| 12 avril 2016 | Brunei                               | 3 - 1   | Viêt Nam   |                                        |                                        |
| 17h30         | Z. Yusup 24e · Momin 34e · Ahmad 70e | (2 - 0) | 42e Nguyễn | Arbitrage : Zaur Zaurbekov Ye Kyaw Thu | Arbitrage : Zaur Zaurbekov Ye Kyaw Thu |
| 17h30         | Rapport                              |         |            | Arbitrage : Zaur Zaurbekov Ye Kyaw Thu | Arbitrage : Zaur Zaurbekov Ye Kyaw Thu |

| 13 avril 2016 | Thaïlande                                                                                              | 11 - 0  | Viêt Nam |                                         |                                         |
| 17h00         | Thammueangkhun 4e, 21e, 29e, 41e, 50e · Suphawong 19e, 66e · Boon-Art 31e, 49e, 62e · Janwiangngam 70e | (5 - 0) |          | Arbitrage : Roshan Hemantha Ye Kyaw Thu | Arbitrage : Roshan Hemantha Ye Kyaw Thu |
| 17h00         | Rapport                                                                                                |         |          | Arbitrage : Roshan Hemantha Ye Kyaw Thu | Arbitrage : Roshan Hemantha Ye Kyaw Thu |

|       | Chine | 16 - 0  | Hong Kong |                                           |                                           |
| 17h30 | E 3e, 6e, 30e · Huang 11e, 45e, 49e, 55e, 57e, 70e · Kang 20e · Guo H. 24e · Lin 26e, 53e · Zhang 29e · Wang X. 33e · Yu 48e | (9 - 0) |           | Arbitrage : Steve Rogers Hideki Kinoshita | Arbitrage : Steve Rogers Hideki Kinoshita |
| 17h30 | Rapport |         |           | Arbitrage : Steve Rogers Hideki Kinoshita | Arbitrage : Steve Rogers Hideki Kinoshita |

| 14 avril 2016 | Hong Kong                    | 3 - 4   | Thaïlande                                   |                                         |                                         |
| 17h00         | Siu 10e · Tsang 14e · Iu 39e | (2 - 1) | 21e, 45e Thammueangkhun · 50e, 51e Boon-Art | Arbitrage : Rawi Anbananthan Tao Zhinan | Arbitrage : Rawi Anbananthan Tao Zhinan |
| 17h00         | Rapport                      |         |                                             | Arbitrage : Rawi Anbananthan Tao Zhinan | Arbitrage : Rawi Anbananthan Tao Zhinan |

|       | Chine | 11 - 0  | Brunei |                                            |                                            |
| 19h30 | Wang B 1e · Zhang 6e, 41e · Su L. 13e · Yu 21e · Su K. 29e, 32e, 47e · E 35e · Wang X. 42e · Meng D. 54e | (7 - 0) |        | Arbitrage : Roshan Hemantha Zaur Zaurbekov | Arbitrage : Roshan Hemantha Zaur Zaurbekov |
| 19h30 | Rapport                                                                                                  |         |        | Arbitrage : Roshan Hemantha Zaur Zaurbekov | Arbitrage : Roshan Hemantha Zaur Zaurbekov |

#### Poule B
| Rang | Équipe     | J | V | N | SO | P | BP | BC | Diff | Pts | Qualification                      |
| ---- | ---------- | - | - | - | -- | - | -- | -- | ---- | --- | ---------------------------------- |
| 1    | Sri Lanka  | 3 | 3 | 0 | 0  | 0 | 16 | 1  | +15  | 9   | Demi-finales                       |
| 2    | Singapour  | 3 | 2 | 0 | 0  | 1 | 13 | 3  | +10  | 6   | Demi-finales                       |
| 3    | Kazakhstan | 3 | 1 | 0 | 0  | 2 | 5  | 13 | -8   | 3   | Cinquième et sixième place         |
| 4    | Birmanie   | 3 | 0 | 0 | 0  | 3 | 1  | 18 | -17  | 0   | Demi-finale pour la septième place |

 Qualifiés pour les demi-finales
 Qualifiés pour la finale pour la 5e place
 Qualifiés pour la demi-finale pour la 7e place
Source: FIH
En cas d'égalité de points de plusieurs équipes à l'issue des matchs de poule, les critères suivants sont appliqués dans l'ordre indiqué pour établir leur classement:
1. Points,
2. Différence de buts,
3. Buts marqués,
4. Face à face.

| 9 avril 2016 | Sri Lanka                                                                                     | 7 - 0   | Birmanie |                                               |                                               |
| 09h30        | Nanayakkara 23e · Welagedara 25e · Fernando 35e, 56e · Sudusingha 43e, 55e · Dharmarathne 49e | (3 - 0) |          | Arbitrage : Rawi Anbananthan Hideki Kinoshita | Arbitrage : Rawi Anbananthan Hideki Kinoshita |
| 09h30        | Rapport                                                                                       |         |          | Arbitrage : Rawi Anbananthan Hideki Kinoshita | Arbitrage : Rawi Anbananthan Hideki Kinoshita |

|       | Singapour                                                        | 6 - 0   | Kazakhstan |                                   |                                   |
| 17h30 | Alias 27e · Goh 30e · Johari 34e · Marican 47e, 69e · Yuhari 60e | (3 - 0) |            | Arbitrage : Mohd Ramli Tao Zhinan | Arbitrage : Mohd Ramli Tao Zhinan |
| 17h30 | Rapport                                                          |         |            | Arbitrage : Mohd Ramli Tao Zhinan | Arbitrage : Mohd Ramli Tao Zhinan |

| 12 avril 2016 | Kazakhstan                                           | 5 - 0   | Birmanie |                                                      |                                                      |
| 19h30         | Sansyzbayev 10e, 50e, 64e · Tazhenov 19e · Almen 68e | (2 - 0) |          | Arbitrage : Hari Silvarajoo Surachaet Visavateeranon | Arbitrage : Hari Silvarajoo Surachaet Visavateeranon |
| 19h30         | Rapport                                              |         |          | Arbitrage : Hari Silvarajoo Surachaet Visavateeranon | Arbitrage : Hari Silvarajoo Surachaet Visavateeranon |

|       | Singapour | 1 - 2   | Sri Lanka                 |                                         |                                         |
| 20h00 | Amir 9e   | (1 - 0) | 40e Mahara · 56e Fernando | Arbitrage : Hideki Kinoshita Tao Zhinan | Arbitrage : Hideki Kinoshita Tao Zhinan |
| 20h00 | Rapport   |         |                           | Arbitrage : Hideki Kinoshita Tao Zhinan | Arbitrage : Hideki Kinoshita Tao Zhinan |

| 13 avril 2016 | Sri Lanka                                                                          | 7 - 0   | Kazakhstan |                                        |                                        |
| 19h30         | Sudusingha 7e, 62e · Fernando 16e, 21e · Mahara 36e · Doranegala 47e · Panthie 52e | (3 - 0) |            | Arbitrage : Hari Silvarajoo Mohd Ramli | Arbitrage : Hari Silvarajoo Mohd Ramli |
| 19h30         | Rapport                                                                            |         |            | Arbitrage : Hari Silvarajoo Mohd Ramli | Arbitrage : Hari Silvarajoo Mohd Ramli |

| 14 avril 2016 | Singapour                                                         | 6 - 1   | Birmanie |                                                      |                                                      |
| 20h30         | Amir 11e · Salim 22e · Yuhari 27e · Murid 32e · Goh 38e · Teo 54e | (4 - 0) | 48e Ni   | Arbitrage : Chor Ming Yeung Surachaet Visavateeranon | Arbitrage : Chor Ming Yeung Surachaet Visavateeranon |
| 20h30         | Rapport                                                           |         |          | Arbitrage : Chor Ming Yeung Surachaet Visavateeranon | Arbitrage : Chor Ming Yeung Surachaet Visavateeranon |

### Phase finale
|  | Demi-finales | Demi-finales |                        |       | Finale | Finale |
|  | Demi-finales | Demi-finales |                        |       | Finale | Finale |
|  |              |              |                        |       |        |        |
|  |              |              |                        |       |        |        |
|  |              |              |                        |       |        |        |
|  | Singapour    | 0            |                        |       |        |        |
|  | Singapour    | 0            |                        |       |        |        |
|  | Chine        | 5            |                        |       |        |        |
|  | Chine        | 5            | Chine                  | 3 (4) |        |        |
|  |              |              | Chine                  | 3 (4) |        |        |
|  |              | Sri Lanka    | 3 (2)                  |       |        |        |
|  | Sri Lanka    | Sri Lanka    | 3 (2)                  | 5     |        |        |
|  | Sri Lanka    |              |                        | 5     |        |        |
|  | Thaïlande    | 0            |                        |       |        |        |
|  | Thaïlande    | 0            | Match pour la 3e place |       |        |        |
|  |              |              |                        |       |        |        |
|  |              |              |                        |       |        |        |
|  |              |              |                        |       |        |        |
|  | Singapour    | 1            |                        |       |        |        |
|  | Singapour    | 1            |                        |       |        |        |
|  | Thaïlande    | 3            |                        |       |        |        |
|  | Thaïlande    | 3            |                        |       |        |        |

#### Demi-finale pour la septième place
| 16 avril 2016 | Birmanie                                       | 6 - 0   | Viêt Nam |                                                      |                                                      |
| 09h00         | Thet 4e · Ni 15e, 52e · Zin 44e, 47e · Wai 68e | (2 - 0) |          | Arbitrage : Chor Ming Yeung Surachaet Visavateeranon | Arbitrage : Chor Ming Yeung Surachaet Visavateeranon |
| 09h00         | Rapport                                        |         |          | Arbitrage : Chor Ming Yeung Surachaet Visavateeranon | Arbitrage : Chor Ming Yeung Surachaet Visavateeranon |

#### Première demi-finale
| 16 avril 2016 | Sri Lanka                                                | 5 - 0   | Thaïlande |                                     |                                     |
| 16h00         | Sudusingha 17e, 69e · Rathnayaka 35e, 60e · Fernando 70e | (2 - 0) |           | Arbitrage : Steve Rogers Tao Zhinan | Arbitrage : Steve Rogers Tao Zhinan |
| 16h00         | Rapport                                                  |         |           | Arbitrage : Steve Rogers Tao Zhinan | Arbitrage : Steve Rogers Tao Zhinan |

#### Cinquième et sixième place
| 16 avril 2016 | Hong Kong                          | 4 - 3   | Kazakhstan                    |                                              |                                              |
| 16h30         | Tsang 10e · Chan 18e · Iu 21e, 52e | (3 - 2) | 10e, 43e Tazhenov · 15e Almen | Arbitrage : Hari Silvarajoo Hideki Kinoshita | Arbitrage : Hari Silvarajoo Hideki Kinoshita |
| 16h30         | Rapport                            |         |                               | Arbitrage : Hari Silvarajoo Hideki Kinoshita | Arbitrage : Hari Silvarajoo Hideki Kinoshita |

#### Deuxième demi-finale
| 16 avril 2016 | Singapour | 0 - 5   | Chine                            |                                         |                                         |
| 18h30         |           | (0 - 2) | 11e, 46e, 50e Zhang · 14e, 68e E | Arbitrage : Rawi Anbananthan Mohd Ramli | Arbitrage : Rawi Anbananthan Mohd Ramli |
| 18h30         | Rapport   |         |                                  | Arbitrage : Rawi Anbananthan Mohd Ramli | Arbitrage : Rawi Anbananthan Mohd Ramli |

#### Septième et huitième place
| 17 avril 2016 | Birmanie                               | 5 - 2   | Brunei                |                                              |                                              |
| 09h00         | Ni 9e, 25e, 55e · Thura 15e · Thet 18e | (4 - 1) | 20e Yusup · 57e Karim | Arbitrage : Hideki Kinoshita Chor Ming Yeung | Arbitrage : Hideki Kinoshita Chor Ming Yeung |
| 09h00         | Rapport                                |         |                       | Arbitrage : Hideki Kinoshita Chor Ming Yeung | Arbitrage : Hideki Kinoshita Chor Ming Yeung |

#### Troisième et quatrième place
| 17 avril 2016 | Singapour | 1 - 3   | Thaïlande                              |                                   |                                   |
| 15h00         | Lee 31e   | (1 - 1) | 30e, 65e Boon-Art · 42e Thammueangkhun | Arbitrage : Mohd Ramli Tao Zhinan | Arbitrage : Mohd Ramli Tao Zhinan |
| 15h00         | Rapport   |         |                                        | Arbitrage : Mohd Ramli Tao Zhinan | Arbitrage : Mohd Ramli Tao Zhinan |

#### Finale
| 17 avril 2016 | Chine                                 | 3 - 3             | Sri Lanka                                         |                                           |                                           |
| 20h00         | Meng L. 19e · Huang 38e · Meng D. 61e | (1 - 0)           | 49e Sudusingha · 55e Mahara · 59e Nanayakkara     | Arbitrage : Steve Rogers Rawi Anbananthan | Arbitrage : Steve Rogers Rawi Anbananthan |
| 20h00         | Rapport                               |                   |                                                   | Arbitrage : Steve Rogers Rawi Anbananthan | Arbitrage : Steve Rogers Rawi Anbananthan |
| 20h00         | Meng D. · Yu · Lin · E · Guo Z.       | Tirs au but 4 - 2 | Mahara · Nuwarapaksha · Rathnayaka · Karunamunige | Arbitrage : Steve Rogers Rawi Anbananthan | Arbitrage : Steve Rogers Rawi Anbananthan |

## Suva
Les matches sont joués en format Hockey5s.
Toutes les heures correspondent à l'heure normale des Fidji (UTC+12)

### Arbitres
Voici les 9 arbitres nommés par la Fédération internationale de hockey sur gazon:
- Ateca Fatufago
- Tessa Harman
- Harry Heritage
- Epeli Tukuca
- Rhiannon Murrie
- Ben Wilson
- Fetuao Nokise
- Frank Vira
- Jack Donga

### Poule
| Rang | Équipe                    | J | V | N | SO | P | BP | BC | Diff | Pts |
| ---- | ------------------------- | - | - | - | -- | - | -- | -- | ---- | --- |
| 1    | Fidji                     | 8 | 7 | 1 | 1  | 0 | 66 | 13 | +53  | 23  |
| 2    | Vanuatu                   | 8 | 6 | 1 | 0  | 1 | 42 | 15 | +27  | 19  |
| 3    | Papouasie-Nouvelle-Guinée | 8 | 3 | 1 | 0  | 4 | 26 | 29 | -3   | 10  |
| 4    | Salomon                   | 8 | 1 | 2 | 1  | 5 | 12 | 42 | -30  | 6   |
| 5    | Tonga                     | 8 | 0 | 1 | 1  | 7 | 9  | 56 | -47  | 2   |

Source: FIH
En cas d'égalité de points de plusieurs équipes à l'issue des matchs de poule, les critères suivants sont appliqués dans l'ordre indiqué pour établir leur classement:
1. Points,
2. Différence de buts,
3. Buts marqués,
4. Face à face.

| 28 juin 2016 | Fidji                                                          | 8 - 2   | Tonga            |                                   |                                   |
| 09h00        | A. Smith 3e · Dutta 3e, 4e, 10e, 18e, 20e · Mock 7e · Tora 16e | (5 - 1) | 2e, 13e Tahilanu | Arbitrage : Ben Wilson Jack Donga | Arbitrage : Ben Wilson Jack Donga |
| 09h00        | Rapport                                                        |         |                  | Arbitrage : Ben Wilson Jack Donga | Arbitrage : Ben Wilson Jack Donga |

|       | Papouasie-Nouvelle-Guinée                 | 4 - 2   | Salomon             |                                          |                                          |
| 09h45 | Popal 2e · Dusty 4e · Tapo 6e · Pomat 14e | (3 - 1) | 1e Mamae · 12e Levo | Arbitrage : Epeli Tukuca Rhiannon Murrie | Arbitrage : Epeli Tukuca Rhiannon Murrie |
| 09h45 | Rapport                                   |         |                     | Arbitrage : Epeli Tukuca Rhiannon Murrie | Arbitrage : Epeli Tukuca Rhiannon Murrie |

|       | Vanuatu                                                  | 6 - 0   | Tonga |                                       |                                       |
| 12h00 | Sam 3e · Z. Harry 3e · Namu 7e, 9e, 18e · Maltungtung 8e | (5 - 0) |       | Arbitrage : Atega Fatufago Jack Donga | Arbitrage : Atega Fatufago Jack Donga |
| 12h00 | Rapport                                                  |         |       | Arbitrage : Atega Fatufago Jack Donga | Arbitrage : Atega Fatufago Jack Donga |

|       | Fidji                             | 4 - 2   | Papouasie-Nouvelle-Guinée |                                        |                                        |
| 12h45 | H. Smith 1e, 12e · Dutta 13e, 18e | (1 - 1) | 10e Dusty · 16e A. Potuan | Arbitrage : Rhiannon Murrie Frank Vira | Arbitrage : Rhiannon Murrie Frank Vira |
| 12h45 | Rapport                           |         |                           | Arbitrage : Rhiannon Murrie Frank Vira | Arbitrage : Rhiannon Murrie Frank Vira |

|       | Papouasie-Nouvelle-Guinée             | 3 - 5   | Vanuatu                                  |                                         |                                         |
| 15h00 | Dusty 15e · A. Potuan 16e · Popal 19e | (0 - 3) | 2e Z. Harry · 6e, 12e Sam · 8e, 20e Namu | Arbitrage : Ateca Fatufago Epeli Tukuga | Arbitrage : Ateca Fatufago Epeli Tukuga |
| 15h00 | Rapport                               |         |                                          | Arbitrage : Ateca Fatufago Epeli Tukuga | Arbitrage : Ateca Fatufago Epeli Tukuga |

|       | Fidji                                                                                           | 14 - 1  | Salomon  |                                   |                                   |
| 15h45 | Dutta 1e, 2e, 8e, 9e, 11e, 12e, 18e · Mock 5e, 15e, (2x)16e · Tora 8e · Fong 11e · H. Smith 20e | (6 - 1) | 5e Mamae | Arbitrage : Ben Wilson Frank Vira | Arbitrage : Ben Wilson Frank Vira |
| 15h45 | Rapport                                                                                         |         |          | Arbitrage : Ben Wilson Frank Vira | Arbitrage : Ben Wilson Frank Vira |

| 29 juin 2016 | Salomon                    | 3 - 2   | Tonga                      |                                     |                                     |
| 11h30        | Levo 4e, 17e · Nuopula 13e | (1 - 1) | 10e Tahilanu · 17e Kailahi | Arbitrage : Epeli Tukuca Frank Vira | Arbitrage : Epeli Tukuca Frank Vira |
| 11h30        | Rapport                    |         |                            | Arbitrage : Epeli Tukuca Frank Vira | Arbitrage : Epeli Tukuca Frank Vira |

|       | Fidji                                            | 4 - 4             | Vanuatu                                         |                                           |                                           |
| 12h15 | Veitamana 1e · H. Smith 8e · Fong 14e · Mock 18e | (2 - 1)           | 4e P. Harry · 12e Z. Harry · 13e Namu · 15e Sam | Arbitrage : Rhiannon Murrie Fetuao Nokise | Arbitrage : Rhiannon Murrie Fetuao Nokise |
| 12h15 | Rapport                                          |                   |                                                 | Arbitrage : Rhiannon Murrie Fetuao Nokise | Arbitrage : Rhiannon Murrie Fetuao Nokise |
| 12h15 | H. Smith · A. Smith · Mock · Mock                | Tirs au but 3 - 2 | Namu · Homry · Sam · Namu                       | Arbitrage : Rhiannon Murrie Fetuao Nokise | Arbitrage : Rhiannon Murrie Fetuao Nokise |

|       | Vanuatu                  | 3 - 1   | Salomon   |                                     |                                     |
| 14h30 | Sam 5e, 14e · Katawa 16e | (1 - 0) | 18e Temoa | Arbitrage : Tessa Harman Ben Wilson | Arbitrage : Tessa Harman Ben Wilson |
| 14h30 | Rapport                  |         |           | Arbitrage : Tessa Harman Ben Wilson | Arbitrage : Tessa Harman Ben Wilson |

|       | Papouasie-Nouvelle-Guinée                                             | 7 - 1   | Tonga        |                                     |                                     |
| 15h15 | Kisokau 2e, 4e · Pokiap (2x)5e · Tapo 13e · Dusty 18e · A. Potuan 18e | (4 - 0) | 12e Tahilanu | Arbitrage : Epeli Tukuca Jack Donga | Arbitrage : Epeli Tukuca Jack Donga |
| 15h15 | Rapport                                                               |         |              | Arbitrage : Epeli Tukuca Jack Donga | Arbitrage : Epeli Tukuca Jack Donga |

| 30 juin 2016 | Fidji | 15 - 0  | Tonga |                                        |                                        |
| 10h00        | Fong 2e, 4e, 12e · Tora 3e · Naduva 5e, 15e · Veitamana 7e · Mock 9e, 10e, 18e · A. Smith 14e · Dutta 16e, 17e, 20e · H. Smith 17e | (7 - 0) |       | Arbitrage : Rhiannon Murrie Jack Donga | Arbitrage : Rhiannon Murrie Jack Donga |
| 10h00        | Rapport |         |       | Arbitrage : Rhiannon Murrie Jack Donga | Arbitrage : Rhiannon Murrie Jack Donga |

|       | Papouasie-Nouvelle-Guinée | 1 - 1             | Salomon         |                                     |                                     |
| 10h45 | A. Potuan 19e             | (0 - 0)           | 13e Levo        | Arbitrage : Epeli Tukuca Frank Vira | Arbitrage : Epeli Tukuca Frank Vira |
| 10h45 | Rapport                   |                   |                 | Arbitrage : Epeli Tukuca Frank Vira | Arbitrage : Epeli Tukuca Frank Vira |
| 10h45 | Pokiap · J. Potuan        | Tirs au but 0 - 2 | Temoa · Nuopula | Arbitrage : Epeli Tukuca Frank Vira | Arbitrage : Epeli Tukuca Frank Vira |

|       | Vanuatu                                                           | 8 - 1   | Salomon  |                                          |                                          |
| 13h00 | Sam 5e, 9e, 14e · Homry 7e, 13e, 19e · P. Harry 9e · Z. Harry 14e | (4 - 0) | 20e Sade | Arbitrage : Harry Heritage Fetuao Nokise | Arbitrage : Harry Heritage Fetuao Nokise |
| 13h00 | Rapport                                                           |         |          | Arbitrage : Harry Heritage Fetuao Nokise | Arbitrage : Harry Heritage Fetuao Nokise |

|       | Papouasie-Nouvelle-Guinée                                                  | 8 - 1   | Tonga      |                                   |                                   |
| 13h45 | Dusty 2e, 3e, 19e · Tapo 6e · Pomat 12e · Kisokau 13e · J. Potuan 15e, 17e | (3 - 1) | 1e Vatuvei | Arbitrage : Ben Wilson Jack Donga | Arbitrage : Ben Wilson Jack Donga |
| 13h45 | Rapport                                                                    |         |            | Arbitrage : Ben Wilson Jack Donga | Arbitrage : Ben Wilson Jack Donga |

| 1er juillet 2016 | Papouasie-Nouvelle-Guinée | 0 - 7   | Vanuatu                                                     |                                     |                                     |
| 09h00            |                           | (0 - 4) | 1e, 2e, 6e Sam · 10e Aromalo · 14e, 20e Namu · 15e Z. Harry | Arbitrage : Epeli Tukuca Jack Donga | Arbitrage : Epeli Tukuca Jack Donga |
| 09h00            | Rapport                   |         |                                                             | Arbitrage : Epeli Tukuca Jack Donga | Arbitrage : Epeli Tukuca Jack Donga |

|       | Fidji                                                              | 8 - 1   | Salomon |                                           |                                           |
| 09h45 | Dutta 2e, 5e, 12e · Veitamana 4e · Mock 9e · H. Smith 11e, (2x)15e | (4 - 1) | 8e Sade | Arbitrage : Rhiannon Murrie Fetuao Nokise | Arbitrage : Rhiannon Murrie Fetuao Nokise |
| 09h45 | Rapport                                                            |         |         | Arbitrage : Rhiannon Murrie Fetuao Nokise | Arbitrage : Rhiannon Murrie Fetuao Nokise |

|       | Salomon                                                                  | 2 - 2             | Tonga                                                                             |                                          |                                          |
| 12h00 | Levo 9e · Mamae 17e                                                      | (1 - 2)           | 1e, 3e Tahilanu                                                                   | Arbitrage : Harry Heritage Fetuao Nokise | Arbitrage : Harry Heritage Fetuao Nokise |
| 12h00 | Rapport                                                                  |                   |                                                                                   | Arbitrage : Harry Heritage Fetuao Nokise | Arbitrage : Harry Heritage Fetuao Nokise |
| 12h00 | Nuopula · Temoa · Hesi · Hesi · Nuopula · Temoa · Nuopula · Temoa · Hesi | Tirs au but 3 - 4 | Vatuvei · Feke · Tahilanu · Tahilanu · Paea · Feke · Tahilanu · Vatuvei · Kailahi | Arbitrage : Harry Heritage Fetuao Nokise | Arbitrage : Harry Heritage Fetuao Nokise |

|       | Fidji                                        | 5 - 2   | Vanuatu      |                                        |                                        |
| 12h45 | H. Smith 9e · Dutta 12e · Fong 14e, 15e, 16e | (1 - 0) | 18e, 19e Sam | Arbitrage : Rhiannon Murrie Ben Wilson | Arbitrage : Rhiannon Murrie Ben Wilson |
| 12h45 | Rapport                                      |         |              | Arbitrage : Rhiannon Murrie Ben Wilson | Arbitrage : Rhiannon Murrie Ben Wilson |

| 2 juillet 2016 | Vanuatu                                    | 7 - 1   | Tonga       |                                        |                                        |
| 09h45          | Sam 1e, 9e, 13e, 15e · Katawa 4e, 10e, 16e | (4 - 0) | 11e M. Feke | Arbitrage : Epeli Tukuca Fetuao Nokise | Arbitrage : Epeli Tukuca Fetuao Nokise |
| 09h45          | Rapport                                    |         |             | Arbitrage : Epeli Tukuca Fetuao Nokise | Arbitrage : Epeli Tukuca Fetuao Nokise |

|       | Fidji                                                          | 8 - 1   | Papouasie-Nouvelle-Guinée |                                   |                                   |
| 11h30 | H. Smith 3e, 15e · Fong 6e · Mock 7e, 9e, 11e · Dutta 10e, 11e | (5 - 1) | 3e Dusty                  | Arbitrage : Frank Vira Jack Donga | Arbitrage : Frank Vira Jack Donga |
| 11h30 | Rapport                                                        |         |                           | Arbitrage : Frank Vira Jack Donga | Arbitrage : Frank Vira Jack Donga |

## Prague
Toutes les heures correspondent à l'heure d'été d'Europe centrale (UTC+2)

### Arbitres
Voici les 8 arbitres nommés par la Fédération internationale de hockey sur gazon:
- Tomas Holek
- Alexandr Toth
- Dave Dowdall
- Tim Bond
- Maksym Perepelytsya
- Antonio Ilgrande
- Andrei Kliatskov
- Giedrius Kuizinas

### Poule
| Rang | Équipe      | J | V | N | SO | P | BP | BC | Diff | Pts |
| ---- | ----------- | - | - | - | -- | - | -- | -- | ---- | --- |
| 1    | Ukraine     | 5 | 4 | 0 | 0  | 1 | 28 | 7  | +21  | 12  |
| 2    | Italie      | 5 | 4 | 0 | 0  | 1 | 23 | 3  | +20  | 12  |
| 3    | Biélorussie | 5 | 4 | 0 | 0  | 1 | 28 | 10 | +18  | 12  |
| 4    | Tchéquie    | 5 | 2 | 0 | 0  | 3 | 26 | 10 | +16  | 6   |
| 5    | Chypre      | 5 | 0 | 1 | 1  | 4 | 3  | 39 | -36  | 2   |
| 6    | Lituanie    | 5 | 0 | 1 | 0  | 4 | 2  | 41 | -39  | 1   |

Source: FIH
En cas d'égalité de points de plusieurs équipes à l'issue des matchs de poule, les critères suivants sont appliqués dans l'ordre indiqué pour établir leur classement:
1. Points,
2. Différence de buts,
3. Buts marqués,
4. Face à face.

| 30 août 2016 | Ukraine | 9 - 0   | Lituanie |                                    |                                    |
| 10h00        | Kalinchuk 6e, 23e · Paziuk 22e · Koshelenko 29e · Polishchuk 31e, 60e · Luppa 42e · Popovchenko 57e · Yasinskyi 70e | (5 - 0) |          | Arbitrage : Alexandr Toth Tim Bond | Arbitrage : Alexandr Toth Tim Bond |
| 10h00        | Rapport |         |          | Arbitrage : Alexandr Toth Tim Bond | Arbitrage : Alexandr Toth Tim Bond |

|       | Italie     | 1 - 2   | Biélorussie                  |                                      |                                      |
| 12h15 | Keenan 20e | (1 - 1) | 7e Lutsevich · 67e Hancharou | Arbitrage : Tomas Holek Dave Dowdall | Arbitrage : Tomas Holek Dave Dowdall |
| 12h15 | Rapport    |         |                              | Arbitrage : Tomas Holek Dave Dowdall | Arbitrage : Tomas Holek Dave Dowdall |

|       | Tchéquie                                                                                     | 10 - 1  | Chypre   |                                                   |                                                   |
| 14h30 | Procházka 5e, 21e, 63e · Vohnický 8e, 58e · Plochý 28e, 29e · Nicklas 33e, 66e · Babický 38e | (6 - 0) | 69e Lyne | Arbitrage : Maksym Perepelytsya Giedrius Kuizinas | Arbitrage : Maksym Perepelytsya Giedrius Kuizinas |
| 14h30 | Rapport                                                                                      |         |          | Arbitrage : Maksym Perepelytsya Giedrius Kuizinas | Arbitrage : Maksym Perepelytsya Giedrius Kuizinas |

| 31 août 2016 | Ukraine                                                                                | 7 - 2   | Biélorussie                   |                                          |                                          |
| 10h00        | Paziuk 10e, 18e · Polishchuk 20e · Kalinchuk 40e, 68e · Koshelenko 44e · Onofriiuk 57e | (3 - 2) | 4e Hancharou · 34e Mikheichyk | Arbitrage : Tomas Holek Antonio Ilgrande | Arbitrage : Tomas Holek Antonio Ilgrande |
| 10h00        | Rapport                                                                                |         |                               | Arbitrage : Tomas Holek Antonio Ilgrande | Arbitrage : Tomas Holek Antonio Ilgrande |

|       | Italie                                                                                          | 10 - 0  | Chypre |                                        |                                        |
| 12h15 | Keenan 7e, 70e · Nunez 23e, 26e, 44e · Lixi 28e · Garbaccio 47e · Ursone 62e, 64e · Perelli 66e | (4 - 0) |        | Arbitrage : Tim Bond Giedrius Kuizinas | Arbitrage : Tim Bond Giedrius Kuizinas |
| 12h15 | Rapport                                                                                         |         |        | Arbitrage : Tim Bond Giedrius Kuizinas | Arbitrage : Tim Bond Giedrius Kuizinas |

|       | Tchéquie                                                                                               | 12 - 0  | Lituanie |                                                  |                                                  |
| 14h30 | Plochý 20e, 24e, 49e, (2x)60e · Procházka 22e, 58e, 59e · Nicklas 24e · Vohnický 40e, 65e · Soukup 66e | (4 - 0) |          | Arbitrage : Maksym Perepelytsya Andrei Kliatskov | Arbitrage : Maksym Perepelytsya Andrei Kliatskov |
| 14h30 | Rapport                                                                                                |         |          | Arbitrage : Maksym Perepelytsya Andrei Kliatskov | Arbitrage : Maksym Perepelytsya Andrei Kliatskov |

| 2 septembre 2016 | Ukraine                                                                               | 8 - 1   | Chypre        |                                                |                                                |
| 14h30            | Kalinchuk 2e, 38e, 59e, 67e · Paziuk 8e · Diachuk 18e · Onofriiuk 34e · Yakovenko 60e | (4 - 1) | 28e Efthymiou | Arbitrage : Antonio Ilgrande Giedrius Kuizinas | Arbitrage : Antonio Ilgrande Giedrius Kuizinas |
| 14h30            | Rapport                                                                               |         |               | Arbitrage : Antonio Ilgrande Giedrius Kuizinas | Arbitrage : Antonio Ilgrande Giedrius Kuizinas |

|       | Biélorussie | 11 - 1  | Lituanie         |                                       |                                       |
| 16h45 | Belavusau 3e, 11e, 18e, 50e, 56e · Korsik 8e · Mikheichyk 21e · Liakh 29e, 53e · Zhukouski 31e · Habryneuski 63e | (7 - 1) | 28e Balbatunovas | Arbitrage : Tomas Holek Alexandr Toth | Arbitrage : Tomas Holek Alexandr Toth |
| 16h45 | Rapport |         |                  | Arbitrage : Tomas Holek Alexandr Toth | Arbitrage : Tomas Holek Alexandr Toth |

|       | Tchéquie      | 1 - 2   | Italie               |                                           |                                           |
| 19h00 | Procházka 34e | (1 - 2) | 9e Nunez · 15e Ponce | Arbitrage : Dave Dowdall Andrei Kliatskov | Arbitrage : Dave Dowdall Andrei Kliatskov |
| 19h00 | Rapport       |         |                      | Arbitrage : Dave Dowdall Andrei Kliatskov | Arbitrage : Dave Dowdall Andrei Kliatskov |

| 3 septembre 2016 | Biélorussie | 10 - 0  | Chypre |                                        |                                        |
| 14h30            | Belavusau 12e, 16e, 63e · Mikheichyk 14e, 18e, 38e · Klimovich 20e · Skorb 25e · Hancharou 43e · Yakovenko 57e | (6 - 0) |        | Arbitrage : Alexandr Toth Dave Dowdall | Arbitrage : Alexandr Toth Dave Dowdall |
| 14h30            | Rapport |         |        | Arbitrage : Alexandr Toth Dave Dowdall | Arbitrage : Alexandr Toth Dave Dowdall |

|       | Italie                                                             | 8 - 0   | Lituanie |                                                  |                                                  |
| 16h45 | Lixi 11e · Nunez 21e, 30e, 41e, 56e, 59e · Herrera 43e · Ponce 68e | (3 - 0) |          | Arbitrage : Maksym Perepelytsya Andrei Kliatskov | Arbitrage : Maksym Perepelytsya Andrei Kliatskov |
| 16h45 | Rapport                                                            |         |          | Arbitrage : Maksym Perepelytsya Andrei Kliatskov | Arbitrage : Maksym Perepelytsya Andrei Kliatskov |

|       | Tchéquie              | 2 - 4   | Ukraine                                                         |                                       |                                       |
| 19h00 | Kyndl 22e · Hanuš 62e | (1 - 2) | 16e Kalinchuk · 25e Polishchuk · 47e Koshelenko · 57e Kovalenko | Arbitrage : Tim Bond Antonio Ilgrande | Arbitrage : Tim Bond Antonio Ilgrande |
| 19h00 | Rapport               |         |                                                                 | Arbitrage : Tim Bond Antonio Ilgrande | Arbitrage : Tim Bond Antonio Ilgrande |

| 4 septembre 2016 | Lituanie                                                     | 1 - 1             | Chypre                                        |                                               |                                               |
| 14h30            | Kringelis 28e                                                | (1 - 0)           | 49e Stylianou                                 | Arbitrage : Antonio Ilgrande Andrei Kliatskov | Arbitrage : Antonio Ilgrande Andrei Kliatskov |
| 14h30            | Rapport                                                      |                   |                                               | Arbitrage : Antonio Ilgrande Andrei Kliatskov | Arbitrage : Antonio Ilgrande Andrei Kliatskov |
| 14h30            | Kringelis · Bandžiulis · Asanavičius · Bubnelis · Pocevičius | Tirs au but 1 - 2 | Efthymiou · Stylianoy · Tunç · Lyne · Michael | Arbitrage : Antonio Ilgrande Andrei Kliatskov | Arbitrage : Antonio Ilgrande Andrei Kliatskov |

|       | Ukraine | 0 - 2   | Italie                  |                                  |                                  |
| 16h45 |         | (0 - 0) | 46e Nunez · 64e Castano | Arbitrage : Tomas Holek Tim Bond | Arbitrage : Tomas Holek Tim Bond |
| 16h45 | Rapport |         |                         | Arbitrage : Tomas Holek Tim Bond | Arbitrage : Tomas Holek Tim Bond |

|       | Tchéquie   | 1 - 3   | Biélorussie                                |                                              |                                              |
| 19h00 | Jahoda 19e | (1 - 1) | 15e Skorb · 43e Hancharou · 69e Tsimashkou | Arbitrage : Dave Dowdall Maksym Perepelytsya | Arbitrage : Dave Dowdall Maksym Perepelytsya |
| 19h00 | Rapport    |         |                                            | Arbitrage : Dave Dowdall Maksym Perepelytsya | Arbitrage : Dave Dowdall Maksym Perepelytsya |

## Glasgow
Toutes les heures correspondent à l'heure d'été du Royaume-Uni (UTC+1)

### Arbitres
Voici les 6 arbitres nommés par la Fédération internationale de hockey sur gazon:
- Ian Diamond
- Shane O'Donnell
- Michael Eilmer
- Chahir Panschiri
- Jamie Hooper
- Ricardo Fernandes

### Poule
| Rang | Équipe         | J | V | N | SO | P | BP | BC | Diff | Pts |
| ---- | -------------- | - | - | - | -- | - | -- | -- | ---- | --- |
| 1    | Pays de Galles | 4 | 4 | 0 | 0  | 0 | 19 | 5  | +14  | 12  |
| 2    | Écosse         | 4 | 3 | 0 | 0  | 1 | 27 | 3  | +24  | 9   |
| 3    | Suisse         | 4 | 2 | 0 | 0  | 2 | 13 | 8  | +5   | 6   |
| 4    | Portugal       | 4 | 1 | 0 | 0  | 3 | 7  | 20 | -13  | 3   |
| 5    | Slovaquie      | 4 | 0 | 0 | 0  | 4 | 4  | 34 | -30  | 0   |

Source: FIH
En cas d'égalité de points de plusieurs équipes à l'issue des matchs de poule, les critères suivants sont appliqués dans l'ordre indiqué pour établir leur classement:
1. Points,
2. Différence de buts,
3. Buts marqués,
4. Face à face.

| 6 septembre 2016 | Pays de Galles                                          | 4 - 1   | Portugal   |                                          |                                          |
| 17h00            | G. Furlong 17e · Mugridge 19e · Hawker 47e · Gowman 65e | (2 - 0) | 56e Franco | Arbitrage : Ian Diamond Chahir Panschiri | Arbitrage : Ian Diamond Chahir Panschiri |
| 17h00            | Rapport                                                 |         |            | Arbitrage : Ian Diamond Chahir Panschiri | Arbitrage : Ian Diamond Chahir Panschiri |

|       | Écosse                                                | 5 - 0   | Suisse |                                         |                                         |
| 19h15 | Bain 18e · Coultas 26e · Forsyth 40e, 60e · Imrie 59e | (2 - 0) |        | Arbitrage : Michael Eilmer Jamie Hooper | Arbitrage : Michael Eilmer Jamie Hooper |
| 19h15 | Rapport                                               |         |        | Arbitrage : Michael Eilmer Jamie Hooper | Arbitrage : Michael Eilmer Jamie Hooper |

| 7 septembre 2016 | Suisse                                                  | 4 - 1   | Portugal   |                                         |                                         |
| 17h00            | Schwehr 13e · Hillmann 15e · Schneider 21e · Feller 58e | (2 - 0) | 43e Santos | Arbitrage : Ian Diamond Shane O'Donnell | Arbitrage : Ian Diamond Shane O'Donnell |
| 17h00            | Rapport                                                 |         |            | Arbitrage : Ian Diamond Shane O'Donnell | Arbitrage : Ian Diamond Shane O'Donnell |

|       | Écosse | 11 - 0  | Slovaquie |                                                |                                                |
| 19h15 | Bain 6e, 26e · Anderson 21e · Imrie 41e, 45e · Forsyth 44e, 58e, 70e · Coultas 58e · Marshall 63e · Fraser 69e | (3 - 0) |           | Arbitrage : Chahir Panschiri Ricardo Fernandes | Arbitrage : Chahir Panschiri Ricardo Fernandes |
| 19h15 | Rapport |         |           | Arbitrage : Chahir Panschiri Ricardo Fernandes | Arbitrage : Chahir Panschiri Ricardo Fernandes |

| 8 septembre 2016 | Suisse    | 1 - 2   | Pays de Galles              |                                              |                                              |
| 17h00            | Hödle 31e | (1 - 1) | 35e G. Furlong · 47e Hawker | Arbitrage : Michael Eilmer Ricardo Fernandes | Arbitrage : Michael Eilmer Ricardo Fernandes |
| 17h00            | Rapport   |         |                             | Arbitrage : Michael Eilmer Ricardo Fernandes | Arbitrage : Michael Eilmer Ricardo Fernandes |

|       | Portugal                                                   | 5 - 3   | Slovaquie                             |                                          |                                          |
| 19h15 | Tavares 12e, 17e · Teixeira 43e · Ribeiro 53e · Coelho 67e | (2 - 3) | 11e Hruška · 19e Petráš · 24e Romanec | Arbitrage : Shane O'Donnell Jamie Hooper | Arbitrage : Shane O'Donnell Jamie Hooper |
| 19h15 | Rapport                                                    |         |                                       | Arbitrage : Shane O'Donnell Jamie Hooper | Arbitrage : Shane O'Donnell Jamie Hooper |

| 10 septembre 2016 | Pays de Galles                                                                                                  | 10 - 1  | Slovaquie     |                                           |                                           |
| 12h00             | Carson 9e, 27e · Dolan-Gray 10e · Shipperley 21e · Francis 24e, 50e, 64e, 67e · Kyriakides 51e · G. Furlong 60e | (5 - 0) | 40e Kovačević | Arbitrage : Ian Diamond Ricardo Fernandes | Arbitrage : Ian Diamond Ricardo Fernandes |
| 12h00             | Rapport |         |               | Arbitrage : Ian Diamond Ricardo Fernandes | Arbitrage : Ian Diamond Ricardo Fernandes |

|       | Écosse                                                                                            | 9 - 0   | Portugal |                                           |                                           |
| 14h15 | Forsyth 5e, 34e · Greaves 31e · Imrie 38e · Fraser 40e · Bain 42e, 58e · Morton 46e · Riddell 54e | (3 - 0) |          | Arbitrage : Chahir Panschiri Jamie Hooper | Arbitrage : Chahir Panschiri Jamie Hooper |
| 14h15 | Rapport                                                                                           |         |          | Arbitrage : Chahir Panschiri Jamie Hooper | Arbitrage : Chahir Panschiri Jamie Hooper |

| 11 septembre 2016 | Suisse | 8 - 0   | Slovaquie |                                          |                                          |
| 12h00             | Wullschleger 17e · Hödle 32e, 68e · Schwehr 35e · Hillmann 41e · Wiss-Chodat 46e · Michel 55e · Marelli 66e | (3 - 0) |           | Arbitrage : Shane O'Donnell Jamie Hooper | Arbitrage : Shane O'Donnell Jamie Hooper |
| 12h00             | Rapport |         |           | Arbitrage : Shane O'Donnell Jamie Hooper | Arbitrage : Shane O'Donnell Jamie Hooper |

|       | Écosse                 | 2 - 3   | Pays de Galles                     |                                             |                                             |
| 14h15 | Bain 14e · Forsyth 53e | (1 - 3) | 2e, 5e G. Furlong · 24e Hutchinson | Arbitrage : Michael Eilmer Chahir Panschiri | Arbitrage : Michael Eilmer Chahir Panschiri |
| 14h15 | Rapport                |         |                                    | Arbitrage : Michael Eilmer Chahir Panschiri | Arbitrage : Michael Eilmer Chahir Panschiri |

## Antalya
Toutes les heures correspondent à l'heure de Turquie (UTC+3)

### Arbitres
Voici les 5 arbitres nommés par la Fédération internationale de hockey sur gazon:
- Ali Yildirim
- Sébastien Duterme
- Oliver Tarnoczi
- Ibrahim Al Noufali
- Abdou Mostafa Mahmoud

### Poule
| Rang | Équipe   | J | V | N | SO | P | BP | BC | Diff | Pts |
| ---- | -------- | - | - | - | -- | - | -- | -- | ---- | --- |
| 1    | Autriche | 3 | 3 | 0 | 0  | 0 | 26 | 8  | +18  | 9   |
| 2    | Oman     | 3 | 2 | 0 | 0  | 1 | 10 | 11 | -1   | 6   |
| 3    | Turquie  | 3 | 1 | 0 | 0  | 2 | 7  | 6  | +1   | 3   |
| 4    | Qatar    | 3 | 0 | 0 | 0  | 3 | 2  | 20 | -18  | 0   |

Source: FIH
En cas d'égalité de points de plusieurs équipes à l'issue des matchs de poule, les critères suivants sont appliqués dans l'ordre indiqué pour établir leur classement:
1. Points,
2. Différence de buts,
3. Buts marqués,
4. Face à face.

| 9 septembre 2016 | Oman                                       | 3 - 0   | Qatar |                                          |                                          |
| 15h45            | Bait Jandal 18e · Al Lawati 55e · Bait 67e | (1 - 0) |       | Arbitrage : Ali Yildirim Oliver Tarnoczi | Arbitrage : Ali Yildirim Oliver Tarnoczi |
| 15h45            | Rapport                                    |         |       | Arbitrage : Ali Yildirim Oliver Tarnoczi | Arbitrage : Ali Yildirim Oliver Tarnoczi |

|       | Turquie               | 2 - 3   | Autriche                  |                                                  |                                                  |
| 18h00 | Açıkgöz 46e · Kır 51e | (0 - 2) | 5e Körper · 14e, 63e Uher | Arbitrage : Sébastien Duterme Ibrahim Al Noufali | Arbitrage : Sébastien Duterme Ibrahim Al Noufali |
| 18h00 | Rapport               |         |                           | Arbitrage : Sébastien Duterme Ibrahim Al Noufali | Arbitrage : Sébastien Duterme Ibrahim Al Noufali |

| 10 septembre 2016 | Autriche                                                                           | 9 - 4   | Oman                                      |                                                     |                                                     |
| 15h45             | B. Stanzl 3e, 4e, 15e, 37e · Körper 28e, 51e, 70e · Thörnblom 42e · Lindengrun 42e | (4 - 2) | 13e, 56e Al Nofali · 34e, 65e Bait Jandal | Arbitrage : Sébastien Duterme Abdou Mostafa Mahmoud | Arbitrage : Sébastien Duterme Abdou Mostafa Mahmoud |
| 15h45             | Rapport                                                                            |         |                                           | Arbitrage : Sébastien Duterme Abdou Mostafa Mahmoud | Arbitrage : Sébastien Duterme Abdou Mostafa Mahmoud |

|       | Turquie                       | 3 - 0   | Qatar |                                                |                                                |
| 18h00 | Açıkgöz 22e · Cengiz 31e, 61e | (2 - 0) |       | Arbitrage : Oliver Tarnoczi Ibrahim Al Noufali | Arbitrage : Oliver Tarnoczi Ibrahim Al Noufali |
| 18h00 | Rapport                       |         |       | Arbitrage : Oliver Tarnoczi Ibrahim Al Noufali | Arbitrage : Oliver Tarnoczi Ibrahim Al Noufali |

| 11 septembre 2016 | Autriche | 14 - 2  | Qatar                     |                                             |                                             |
| 15h45             | Körper 4e, 8e, 19e, 26e, 56e, 67e · Binder 16e · Uher 32e, 57e · Rudofsky 35e · Schmidt 38e · P. Stanzl 39e · Lindengrun 65e · Bele 69e | (7 - 2) | 11e A. Muhammad · 24e Ali | Arbitrage : Ali Yildirim Ibrahim Al Noufali | Arbitrage : Ali Yildirim Ibrahim Al Noufali |
| 15h45             | Rapport |         |                           | Arbitrage : Ali Yildirim Ibrahim Al Noufali | Arbitrage : Ali Yildirim Ibrahim Al Noufali |

|       | Turquie                 | 2 - 3   | Oman                                 |                                                     |                                                     |
| 18h00 | Özkiliç 33e · Erman 42e | (1 - 0) | 60e Al Lawati · 69e, 70e Bait Jandal | Arbitrage : Sébastien Duterme Abdou Mostafa Mahmoud | Arbitrage : Sébastien Duterme Abdou Mostafa Mahmoud |
| 18h00 | Rapport                 |         |                                      | Arbitrage : Sébastien Duterme Abdou Mostafa Mahmoud | Arbitrage : Sébastien Duterme Abdou Mostafa Mahmoud |

## Accra
Toutes les heures correspondent au Temps moyen de Greenwich (UTC±0)

### Arbitres
Voici les 5 arbitres nommés par la Fédération internationale de hockey sur gazon:
- Aziz Adimah
- Ahmed Elsayed
- Tony Fernandes
- Garba Asura
- Siyabonga Martins

### Poule
| Rang | Équipe  | J | V | N | SO | P | BP | BC | Diff | Pts |
| ---- | ------- | - | - | - | -- | - | -- | -- | ---- | --- |
| 1    | Ghana   | 3 | 3 | 0 | 0  | 0 | 10 | 2  | +8   | 9   |
| 2    | Kenya   | 3 | 2 | 0 | 0  | 1 | 10 | 4  | +6   | 6   |
| 3    | Nigeria | 3 | 1 | 0 | 0  | 2 | 5  | 5  | 0    | 3   |
| 4    | Namibie | 3 | 0 | 0 | 0  | 3 | 3  | 17 | -14  | 0   |

Source: FIH
En cas d'égalité de points de plusieurs équipes à l'issue des matchs de poule, les critères suivants sont appliqués dans l'ordre indiqué pour établir leur classement:
1. Points,
2. Différence de buts,
3. Buts marqués,
4. Face à face.

| 9 septembre 2016 | Kenya                              | 3 - 1   | Nigeria    |                                           |                                           |
| 17h30            | Mutria 8e · Wakhura 16e · Kanu 24e | (3 - 1) | 25e Salawu | Arbitrage : Aziz Adimah Siyabonga Martins | Arbitrage : Aziz Adimah Siyabonga Martins |
| 17h30            | Rapport                            |         |            | Arbitrage : Aziz Adimah Siyabonga Martins | Arbitrage : Aziz Adimah Siyabonga Martins |

|       | Ghana                                                                         | 7 - 1   | Namibie    |                                          |                                          |
| 19h45 | Ankomah 18e · Baah 24e · Baiden 26e, 52e · Botsio 39e · Adjei 46e · Cofie 54e | (3 - 0) | 63e Jacobs | Arbitrage : Ahmed Elsayed Tony Fernandes | Arbitrage : Ahmed Elsayed Tony Fernandes |
| 19h45 | Rapport                                                                       |         |            | Arbitrage : Ahmed Elsayed Tony Fernandes | Arbitrage : Ahmed Elsayed Tony Fernandes |

| 10 septembre 2016 | Nigeria                                  | 3 - 0   | Namibie |                                        |                                        |
| 17h30             | Mammam Kolo 9e · Salawu 36e · Mu'Azu 62e | (1 - 0) |         | Arbitrage : Aziz Adimah Tony Fernandes | Arbitrage : Aziz Adimah Tony Fernandes |
| 17h30             | Rapport                                  |         |         | Arbitrage : Aziz Adimah Tony Fernandes | Arbitrage : Aziz Adimah Tony Fernandes |

|       | Ghana       | 1 - 0   | Kenya |                                       |                                       |
| 19h45 | Nsalbini 9e | (1 - 0) |       | Arbitrage : Ahmed Elsayed Garba Asura | Arbitrage : Ahmed Elsayed Garba Asura |
| 19h45 | Rapport     |         |       | Arbitrage : Ahmed Elsayed Garba Asura | Arbitrage : Ahmed Elsayed Garba Asura |

| 11 septembre 2016 | Kenya                                                             | 7 - 2   | Namibie                 |                                       |                                       |
| 13h45             | Wakhura 2e, 51e, 64e · Onyango 12e · Mutria 22e · Osiche 23e, 34e | (5 - 1) | 8e Jeffery · 61e Jacobs | Arbitrage : Aziz Adimah Ahmed Elsayed | Arbitrage : Aziz Adimah Ahmed Elsayed |
| 13h45             | Rapport                                                           |         |                         | Arbitrage : Aziz Adimah Ahmed Elsayed | Arbitrage : Aziz Adimah Ahmed Elsayed |

|       | Ghana                  | 2 - 1   | Nigeria  |                                              |                                              |
| 16h00 | Ankomah 54e · Baah 64e | (0 - 1) | 14e John | Arbitrage : Tony Fernandes Siyabonga Martins | Arbitrage : Tony Fernandes Siyabonga Martins |
| 16h00 | Rapport                |         |          | Arbitrage : Tony Fernandes Siyabonga Martins | Arbitrage : Tony Fernandes Siyabonga Martins |

## Salamanca
Toutes les heures correspondent à l'heure du Centre (UTC-6)

### Arbitres
Voici les 5 arbitres nommés par la Fédération internationale de hockey sur gazon:
- Jonathan Altamirano
- Ridge Bair
- Shane Lewis
- Luis Cardona
- Donovan Simmons

### Poule
| Rang | Équipe     | J | V | N | SO | P | BP | BC | Diff | Pts | Qualification                |
| ---- | ---------- | - | - | - | -- | - | -- | -- | ---- | --- | ---------------------------- |
| 1    | États-Unis | 3 | 3 | 0 | 0  | 0 | 27 | 1  | +26  | 9   | Finale                       |
| 2    | Barbade    | 3 | 2 | 0 | 0  | 1 | 14 | 4  | +10  | 6   | Finale                       |
| 3    | Mexique    | 3 | 1 | 0 | 0  | 2 | 8  | 4  | +4   | 3   | Troisième et quatrième place |
| 4    | Guatemala  | 3 | 0 | 0 | 0  | 3 | 0  | 40 | -40  | 0   | Troisième et quatrième place |

Source: FIH
En cas d'égalité de points de plusieurs équipes à l'issue des matchs de poule, les critères suivants sont appliqués dans l'ordre indiqué pour établir leur classement:
1. Points,
2. Différence de buts,
3. Buts marqués,
4. Face à face.

| 27 septembre 2016 | États-Unis                  | 3 - 1   | Barbade   |                                          |                                          |
| 11h45             | Molcsan 37e · Holt 40e, 49e | (0 - 0) | 42e Small | Arbitrage : Luis Cardona Donovan Simmons | Arbitrage : Luis Cardona Donovan Simmons |
| 11h45             | Rapport                     |         |           | Arbitrage : Luis Cardona Donovan Simmons | Arbitrage : Luis Cardona Donovan Simmons |

|       | Mexique                                                                               | 7 - 0   | Guatemala |                                    |                                    |
| 16h45 | Estrada 3e · Gómez 7e · Arballo 22e, 56e · Rangel 50e · Ri. García 53e · Castillo 63e | (3 - 0) |           | Arbitrage : Ridge Bair Shane Lewis | Arbitrage : Ridge Bair Shane Lewis |
| 16h45 | Rapport                                                                               |         |           | Arbitrage : Ridge Bair Shane Lewis | Arbitrage : Ridge Bair Shane Lewis |

| 28 septembre 2016 | Mexique | 0 - 2   | États-Unis             |                                      |                                      |
| 16h45             |         | (0 - 0) | 53e Cicchi · 62e Singh | Arbitrage : Shane Lewis Luis Cardona | Arbitrage : Shane Lewis Luis Cardona |
| 16h45             | Rapport |         |                        | Arbitrage : Shane Lewis Luis Cardona | Arbitrage : Shane Lewis Luis Cardona |

| 29 septembre 2016 | Barbade                                                                            | 11 - 0  | Guatemala |                                                 |                                                 |
| 14h30             | Rudder 5e, 28e, 34e, 42e · Moore 5e, 12e · Warner 18e, 23e, 35e, 44e · Wharton 59e | (8 - 0) |           | Arbitrage : Jonathan Altamirano Donovan Simmons | Arbitrage : Jonathan Altamirano Donovan Simmons |
| 14h30             | Rapport                                                                            |         |           | Arbitrage : Jonathan Altamirano Donovan Simmons | Arbitrage : Jonathan Altamirano Donovan Simmons |

| 1er octobre 2016 | États-Unis | 22 - 0  | Guatemala |                                                 |                                                 |
| 12h15            | Holt 3e, 5e, 16e, 39e, 58e · Sundeen 7e, 55e · Molcsan 8e · Martinez 14e · Dhadwal 29e, 46e, 52e · Barminski 32e · Orozco 35e · Singh 36e · Grassi 57e, 68e · Barratt 62e, 69e · Kokolakis 66e, 67e · Cicchi 70e | (9 - 0) |           | Arbitrage : Jonathan Altamirano Donovan Simmons | Arbitrage : Jonathan Altamirano Donovan Simmons |
| 12h15            | Rapport |         |           | Arbitrage : Jonathan Altamirano Donovan Simmons | Arbitrage : Jonathan Altamirano Donovan Simmons |

|       | Mexique   | 1 - 2   | Barbade                   |                                     |                                     |
| 16h45 | Lemus 13e | (1 - 2) | 28e Rudder · 34e Franklin | Arbitrage : Ridge Bair Luis Cardona | Arbitrage : Ridge Bair Luis Cardona |
| 16h45 | Rapport   |         |                           | Arbitrage : Ridge Bair Luis Cardona | Arbitrage : Ridge Bair Luis Cardona |

### Troisième et quatrième place
| 2 octobre 2016 | Mexique | 14 - 0  | Guatemala |                                    |                                    |
| 12h15          | Terminel 10e, 33e, 38e, 60e · Ri. García 21e · Fimbres 24e · Baez 35e, 43e · Gómez 39e, 40e · Arballo 46e, 53e, 63e · Rangel 51e | (5 - 0) |           | Arbitrage : Ridge Bair Shane Lewis | Arbitrage : Ridge Bair Shane Lewis |
| 12h15          | Rapport |         |           | Arbitrage : Ridge Bair Shane Lewis | Arbitrage : Ridge Bair Shane Lewis |

### Finale
| 2 octobre 2016 | États-Unis                                                | 6 - 1   | Barbade      |                                                 |                                                 |
| 16h45          | Singh 5e · Holt 8e, 20e, 42e · Martinez 13e · Dhadwal 46e | (4 - 0) | 47e Franklin | Arbitrage : Jonathan Altamirano Donovan Simmons | Arbitrage : Jonathan Altamirano Donovan Simmons |
| 16h45          | Rapport                                                   |         |              | Arbitrage : Jonathan Altamirano Donovan Simmons | Arbitrage : Jonathan Altamirano Donovan Simmons |

## Chiclayo
Ce premier tour de la compétition est également la cinquième édition du Championnat d'Amérique du Sud de hockey sur gazon masculin.
Toutes les heures correspondent à l'heure normale de l'Est (UTC-5)

### Arbitres
Voici les 8 arbitres nommés par la Fédération internationale de hockey sur gazon:
- Rodrigo Rivadeneira
- Maximiliano Scala
- Guillermo Poblete
- Gus Soteriades
- Reinier Diaz
- Daniel Lopez Ramos
- Manuel Sierra Centeno
- Hugo Romero

### Poule
| Rang | Équipe    | J | V | N | SO | P | BP | BC | Diff | Pts |
| ---- | --------- | - | - | - | -- | - | -- | -- | ---- | --- |
| 1    | Chili     | 5 | 5 | 0 | 0  | 0 | 44 | 0  | +44  | 15  |
| 2    | Venezuela | 5 | 4 | 0 | 0  | 1 | 31 | 6  | +25  | 12  |
| 3    | Uruguay   | 5 | 3 | 0 | 0  | 2 | 25 | 9  | +16  | 9   |
| 4    | Paraguay  | 5 | 1 | 1 | 1  | 3 | 13 | 20 | -7   | 5   |
| 5    | Pérou     | 5 | 1 | 1 | 0  | 3 | 15 | 19 | -4   | 4   |
| 6    | Équateur  | 5 | 0 | 0 | 0  | 5 | 1  | 75 | -74  | 0   |

Source: FIH
En cas d'égalité de points de plusieurs équipes à l'issue des matchs de poule, les critères suivants sont appliqués dans l'ordre indiqué pour établir leur classement:
1. Points,
2. Différence de buts,
3. Buts marqués,
4. Face à face.

| 1er octobre 2016 | Venezuela                                                                  | 7 - 2   | Paraguay       |                                             |                                             |
| 09h00            | Adrian 11e · C. Vargas 15e, 42e, 45e, 70e · Barcamonte 42e · W. Vargas 46e | (2 - 1) | 25e, 57e Russo | Arbitrage : Reinier Diaz Daniel Lopez Ramos | Arbitrage : Reinier Diaz Daniel Lopez Ramos |
| 09h00            | Rapport                                                                    |         |                | Arbitrage : Reinier Diaz Daniel Lopez Ramos | Arbitrage : Reinier Diaz Daniel Lopez Ramos |

|       | Chili | 24 - 0   | Équateur |                                                     |                                                     |
| 11h15 | Dummer 3e, 6e, 25e, 30e, 57e · Berczely 4e, 18e, 28e, 54e · Amoroso 8e, 60e, 69e · A. Richter 13e, 39e · Goni 14e · Achondo 16e · Rodríguez 18e, 33e, 49e · S. Richter 22e, 32e · Renz 40e · Maldonado 43e · Contardo 69e | (15 - 0) |          | Arbitrage : Maximiliano Scala Manuel Sierra Centeno | Arbitrage : Maximiliano Scala Manuel Sierra Centeno |
| 11h15 | Rapport |          |          | Arbitrage : Maximiliano Scala Manuel Sierra Centeno | Arbitrage : Maximiliano Scala Manuel Sierra Centeno |

|       | Pérou                 | 2 - 3   | Uruguay                                 |                                        |                                        |
| 15h00 | Corno 23e · Vives 46e | (1 - 2) | 24e A. López · 28e Draper · 42e Laborde | Arbitrage : Gus Soteriades Hugo Romero | Arbitrage : Gus Soteriades Hugo Romero |
| 15h00 | Rapport               |         |                                         | Arbitrage : Gus Soteriades Hugo Romero | Arbitrage : Gus Soteriades Hugo Romero |

| 3 octobre 2016 | Pérou   | 0 - 8   | Chili                                                                                     |                                               |                                               |
| 09h00          |         | (0 - 3) | 20e Amoroso · 25e, 58e Dummer · 30e Ritcher · 50e Renz · 55e, 64e Contardo · 62e Berczely | Arbitrage : Manuel Sierra Centeno Hugo Romero | Arbitrage : Manuel Sierra Centeno Hugo Romero |
| 09h00          | Rapport |         |                                                                                           | Arbitrage : Manuel Sierra Centeno Hugo Romero | Arbitrage : Manuel Sierra Centeno Hugo Romero |

|       | Uruguay                                            | 5 - 0   | Paraguay |                                                   |                                                   |
| 11h15 | A. López 1e, 41e · Laborde 17e, 22e · G. López 52e | (3 - 0) |          | Arbitrage : Rodrigo Rivadeneira Guillermo Poblete | Arbitrage : Rodrigo Rivadeneira Guillermo Poblete |
| 11h15 | Rapport                                            |         |          | Arbitrage : Rodrigo Rivadeneira Guillermo Poblete | Arbitrage : Rodrigo Rivadeneira Guillermo Poblete |

|       | Venezuela | 16 - 0   | Équateur |                                              |                                              |
| 15h00 | C. Vargas 8e, 22e, 30e, 44e, 54e, 55e · Ramos 9e · Adrian 13e, 17e, 19e, 32e · Laya 25e · Simanca 34e, 56e · W. Vargas 45e · Bracamonte 53e | (10 - 0) |          | Arbitrage : Maximiliano Scala Gus Soteriades | Arbitrage : Maximiliano Scala Gus Soteriades |
| 15h00 | Rapport |          |          | Arbitrage : Maximiliano Scala Gus Soteriades | Arbitrage : Maximiliano Scala Gus Soteriades |

| 5 octobre 2016 | Uruguay | 16 - 0  | Équateur |                                           |                                           |
| 09h00          | G. López 9e, 25e · Tixe 18e, 47e · Martinoni 20e, 59e · Cantaro 28e, 66e · A. López 37e, 52e, 57e · Salmini 44e · Rivero 51e, 54e, 61e · Maz 65e | (5 - 0) |          | Arbitrage : Guillermo Poblete Hugo Romero | Arbitrage : Guillermo Poblete Hugo Romero |
| 09h00          | Rapport |         |          | Arbitrage : Guillermo Poblete Hugo Romero | Arbitrage : Guillermo Poblete Hugo Romero |

|       | Chili                       | 2 - 0   | Venezuela |                                              |                                              |
| 11h15 | Achondo 7e · A. Richter 41e | (1 - 0) |           | Arbitrage : Rodrigo Rivadeneira Reinier Diaz | Arbitrage : Rodrigo Rivadeneira Reinier Diaz |
| 11h15 | Rapport                     |         |           | Arbitrage : Rodrigo Rivadeneira Reinier Diaz | Arbitrage : Rodrigo Rivadeneira Reinier Diaz |

|       | Pérou                                                | 2 - 2             | Paraguay                                                    |                                                      |                                                      |
| 15h00 | Rivera 2e · Corno 48e                                | (1 - 1)           | 20e Samudio · 59e Russo                                     | Arbitrage : Daniel Lopez Ramos Manuel Sierra Centeno | Arbitrage : Daniel Lopez Ramos Manuel Sierra Centeno |
| 15h00 | Rapport                                              |                   |                                                             | Arbitrage : Daniel Lopez Ramos Manuel Sierra Centeno | Arbitrage : Daniel Lopez Ramos Manuel Sierra Centeno |
| 15h00 | Corno · De Martis · Cruz · Dennison · Rivera · Corno | Tirs au but 2 - 3 | Monges · Benítez · Chamorro · Ruetalo · Dolinzky · Chamorro | Arbitrage : Daniel Lopez Ramos Manuel Sierra Centeno | Arbitrage : Daniel Lopez Ramos Manuel Sierra Centeno |

| 7 octobre 2016 | Paraguay                                                                                             | 9 - 1   | Équateur  |                                                  |                                                  |
| 09h00          | Russo 18e, 53e · Monges 36e · Giménez 39e · Ruetalo 45e, 68e · Vera 58e · Dolinzky 62e · Benegas 65e | (1 - 0) | 42e Soria | Arbitrage : Guillermo Poblete Daniel Lopez Ramos | Arbitrage : Guillermo Poblete Daniel Lopez Ramos |
| 09h00          | Rapport                                                                                              |         |           | Arbitrage : Guillermo Poblete Daniel Lopez Ramos | Arbitrage : Guillermo Poblete Daniel Lopez Ramos |

|       | Chili                                                | 5 - 0   | Uruguay |                                              |                                              |
| 11h15 | Contardo 25e, 35e, 61e · Rodríguez 40e · Purcell 49e | (2 - 0) |         | Arbitrage : Maximiliano Scala Gus Soteriades | Arbitrage : Maximiliano Scala Gus Soteriades |
| 11h15 | Rapport                                              |         |         | Arbitrage : Maximiliano Scala Gus Soteriades | Arbitrage : Maximiliano Scala Gus Soteriades |

|       | Pérou         | 1 - 6   | Venezuela                                                             |                                      |                                      |
| 15h00 | De Martis 37e | (0 - 1) | 11e, 58e Oropeza · 39e Malave · 48e Adrian · 54e Simanca · 64e Vargas | Arbitrage : Reinier Diaz Hugo Romero | Arbitrage : Reinier Diaz Hugo Romero |
| 15h00 | Rapport       |         |                                                                       | Arbitrage : Reinier Diaz Hugo Romero | Arbitrage : Reinier Diaz Hugo Romero |

| 9 octobre 2016 | Uruguay      | 1 - 2   | Venezuela               |                                                   |                                                   |
| 09h00          | A. López 49e | (0 - 0) | 41e Adrian · 69e Vargas | Arbitrage : Rodrigo Rivadeneira Maximiliano Scala | Arbitrage : Rodrigo Rivadeneira Maximiliano Scala |
| 09h00          | Rapport      |         |                         | Arbitrage : Rodrigo Rivadeneira Maximiliano Scala | Arbitrage : Rodrigo Rivadeneira Maximiliano Scala |

|       | Chili                                                         | 5 - 0   | Paraguay |                                                |                                                |
| 11h15 | Contardo 8e · A. Richter 25e, 38e · Ordoñez 35e · Amoroso 62e | (3 - 0) |          | Arbitrage : Reinier Diaz Manuel Sierra Centeno | Arbitrage : Reinier Diaz Manuel Sierra Centeno |
| 11h15 | Rapport                                                       |         |          | Arbitrage : Reinier Diaz Manuel Sierra Centeno | Arbitrage : Reinier Diaz Manuel Sierra Centeno |

|       | Pérou                                                                                        | 10 - 0  | Équateur |                                              |                                              |
| 15h00 | Corno 9e, 30e · Dennison 11e, 31e, 38e, 40e · Del Valle 43e · Rivera 46e · Talaevra 60e, 69e | (4 - 0) |          | Arbitrage : Guillermo Poblete Gus Soteriades | Arbitrage : Guillermo Poblete Gus Soteriades |
| 15h00 | Rapport                                                                                      |         |          | Arbitrage : Guillermo Poblete Gus Soteriades | Arbitrage : Guillermo Poblete Gus Soteriades |

## Classements finaux
Qualification pour le deuxième tour.
| Rang | Singapour  | Suva                      | Prague      | Glasgow        | Antalya  | Accra   | Salamanca  | Chiclayo  |
| ---- | ---------- | ------------------------- | ----------- | -------------- | -------- | ------- | ---------- | --------- |
| 1    | Chine      | Fidji                     | Ukraine     | Pays de Galles | Autriche | Ghana   | États-Unis | Chili     |
| 2    | Sri Lanka  | Vanuatu                   | Italie      | Écosse         | Oman     | Kenya   | Barbade    | Venezuela |
| 3    | Thaïlande  | Papouasie-Nouvelle-Guinée | Biélorussie | Suisse         | Turquie  | Nigeria | Mexique    | Uruguay   |
| 4    | Singapour  | Salomon                   | Tchéquie    | Portugal       | Qatar    | Namibie | Guatemala  | Paraguay  |
| 5    | Hong Kong  | Tonga                     | Chypre      | Slovaquie      |          |         |            | Pérou     |
| 6    | Kazakhstan |                           | Lituanie    |                |          |         |            | Équateur  |
| 7    | Birmanie   |                           |             |                |          |         |            |           |
| 8    | Brunei     |                           |             |                |          |         |            |           |
| 9    | Viêt Nam   |                           |             |                |          |         |            |           |

 Qualifiés par la Ligue mondiale de hockey sur gazon
 Qualifiés par la FIH